# Banca San Giorgio Quinto Valle Agno - Credito Cooperativo
La Banca San Giorgio Quinto Valle Agno - Credito Cooperativo è stata una banca di credito cooperativo con sede a Fara Vicentino che operava nella pedemontana vicentina ed era parte della Federazione Veneta BCC.
La banca aderiva al Fondo Nazionale di garanzia, al Fondo di garanzia dei depositanti del credito cooperativo e al Fondo di garanzia degli obbligazionisti del credito cooperativo.

## Storia
Banca San Giorgio Quinto Valle Agno - Credito Cooperativo venne fondata nel 1896 dal parroco di San Giorgio di Perlena come "Cassa Rurale di prestiti San Giorgio di Perlena".
Nel 1938 la banca mutò ragione sociale in "Cassa Rurale ed Artigiana di S. Giorgio di Fara".
Nel 1976, con l'assunzione di un nuovo giovane direttore cominciò una politica di espansione e presidio territoriale che la portò nel 2008 ad aprire la ventesima filiale.
Nel gennaio 2000 viene aperta una sede staccata della banca in Valle dell'Agno e la ragione sociale della banca viene mutata in "Banca San Giorgio e Valle Agno – Credito Cooperativo di Fara Vicentino".
Nel luglio 2011 parte l'iter di fusione tra Banca San Giorgio e Valle Agno e BBC di Quinto Vicentino. Al termine delle procedure di fusione, il 1º gennaio 2012 la banca diventa Banca San Giorgio Quinto Valle Agno – Credito Cooperativo.